# Синдром нечувствительности к андрогенам

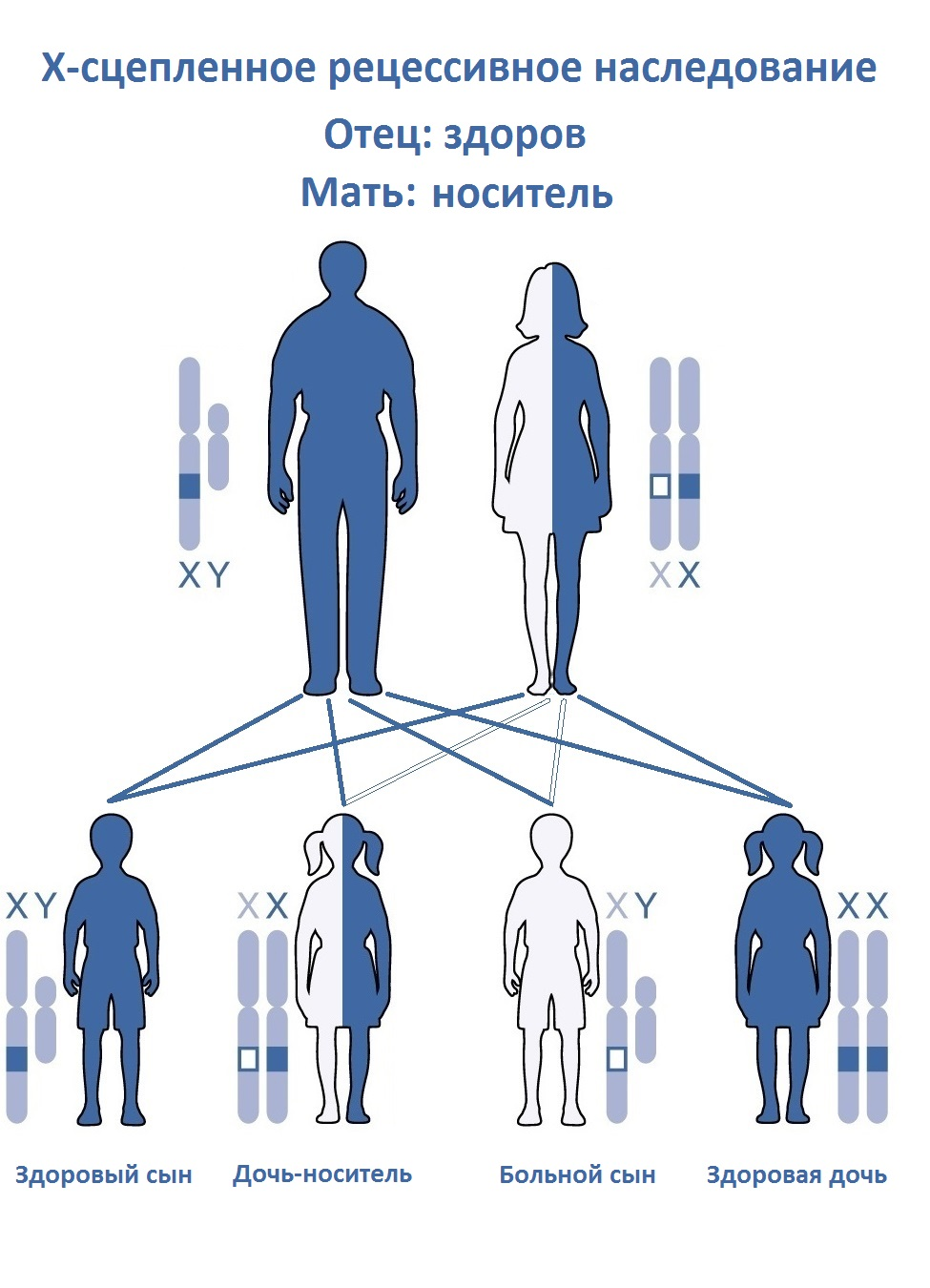
Наиболее частый случай X-сцепленного рецессивного наследования: от матери, которая является носителем, при здоровом отце.

Синдро́м нечувстви́тельности к андроге́нам (синдро́м резисте́нтности к андроге́нам, синдром Морриса, синдром тестикуля́рной феминиза́ции; англ. Androgen insensitivity syndrome — AIS) — врожденные эндокринные вариации полового развития, вызванные мутацией гена, отвечающего за андрогеновый рецептор. Подобные синдромы варьируются в зависимости от структуры и чувствительности аномального рецептора. Клинические фенотипы находятся в диапазоне от номинального мужского телосложения с мягким синдромом сперматогенеза до крайне феминного телосложения, в дополнение к наличию Y-хромосомы.
Нечувствительность к андрогенам является клинически значимой только для людей с Y-хромосомой, или, более конкретно, с геном SRY . 
Для синдрома характерно X-сцепленное рецессивное наследование.
Синдром нечувствительности к андрогенам делится на три типа, которые различаются по степени маскулинизации гениталий: синдром полной нечувствительности к андрогенам (когда наружные гениталии имеют женский фенотип); синдром лёгкой нечувствительности к андрогенам (когда наружные гениталии имеют мужской фенотип) и синдром частичной нечувствительности к андрогенам (когда наружные гениталии частично, но не полностью, маскулинизированы). Синдром нечувствительности к андрогенам это наиболее частая причина гениталий неопределённого типа у людей с кариотипом 46.XY.
Помощь пациентам с данным состоянием на текущий момент проводится симптоматически; в настоящее время не существует метода для коррекции неправильно функционирующих рецепторов белков к андрогенам, происходящих из-за мутаций гена AR. Области в которых оказывается медицинская помощь включают в себя генитопластику (по желанию пациента), гонадэктомию (в случаях развития риска опухолей), заместительную гормональную терапию, генетическое консультирование и психологическую помощь.

## Генетика
Рецептор андрогена человека (AR) представляет собой белок, кодируемый геном, расположенным на проксимальном длинном плече Х-хромосомы (локус Xq11-Xq12). Область, кодирующая белок, состоит из приблизительно 2757 нуклеотидов (919 кодонов), охватывающих восемь экзонов, обозначенных 1-8 или A-H. Интроны различаются по размеру от 0,7 до 26 кб. Как и другие ядерные рецепторы, белок AR состоит из нескольких функциональных доменов: домена трансактивации (также называемого доменом регуляции транскрипции или амино / NH2-терминальным доменом), ДНК-связывающего домена, шарнирной области и стероид-связывающего домен (также называемый карбоксильным лиганд-связывающим доменом). Домен трансактивации кодируется экзоном 1 и составляет более половины белка AR. Экзоны 2 и 3 кодируют ДНК-связывающий домен, тогда как 5'-часть экзона 4 кодирует шарнирную область. Остальная часть экзонов с 4 по 8 кодирует лиганд-связывающий домен.

Ген андрогенового рецептора человека. Показана локализация на Х-хромосоме, строение гена с указанием длины последовательностей экзонов в тысячах оснований (кб), строение зрелого транскрипта (кДНК) с указанием длины последовательностей экзонов в парах оснований(п. о.) и строение зрелого рецептора с указанием функций доменов

### Мутации в гене AR
По состоянию на 2010г. в базе данных мутаций AR зарегистрировано более 400 разновидностей мутаций этого гена, и их число продолжает расти. Наследование обычно происходит по материнской линии путём X-сцепленного рецессивного наследования. Примерно в 30% случаев мутация гена AR имеет спонтанный характер и не наследуется. Такие мутации de novo являются результатом мутации гоноцита или мозаицизма в гоноците в гонаде одного из родителей или мутаций в самой оплодотворенной яйцеклетке. В одном исследовании три из восьми мутаций de novo произошли на постзиготически. Не каждая мутация гена AR приводит к нечувствительности к андрогенам; одна конкретная мутация встречается у 8–14% генетических мужчин, и, как полагают, отрицательно влияет на небольшое количество особей при наличии других генетических факторов.

### Другие причины
У некоторых людей с полной или частичной нечувствительностью нет мутаций гена AR, несмотря на клинические, гормональные и гистологические особенности, необходимые для установления диагноза синдром нечувствительности к андрогенам; до 5% женщин с полной нечувствительностью к андрогенам не имеют мутации гена AR, а также от 27 до 72% людей с частичной нечувствительностью к андрогенам.
У одного пациента основной причиной предполагаемой частичной нечувствительности к андрогенам была мутация белка стероидогенного фактора-1 (SF-1). У другого пациента полная нечувствительность к андрогенам была результатом дефицита в передаче трансактивирующего сигнала от N-концевой области нормального рецептора андрогена к основному механизму транскрипции клетки.

### XY кариотип
В зависимости от мутации, человек с кариотипом 46,XY и нечувствительностью к андрогенам может иметь мужской или женский фенотип или могут иметь гениталии промежуточного типа. У таких людей гонады являются яичками независимо от фенотипа из-за наличия Y-хромосомы. Человек 46,XY, таким образом, может не иметь яичников или матки, внешне не отличаясь при этом от женщины с кариотипом 46,XX.
Было опубликовано несколько тематических исследований фертильных мужчин с кариотипом 46,XY и нечувствительностью к андрогенам, хотя эта группа считается малочисленной. Кроме того, некоторые бесплодные мужчины с легкой формой нечувствительности к андрогенам смогли зачать детей после увеличения количества сперматозоидов с помощью дополнительного тестостерона. Генетический мужчина, зачатый мужчиной с нечувствительностью к андрогенам, не получит Х-хромосому своего отца и, следовательно, не наследует и не несет ген синдрома. Генетическая женщина, зачатая таким образом, получит Х-хромосому своего отца, следовательно, станет носителем.

### ХХ кариотип
Генетические женщины (кариотип 46,ХХ) имеют две Х-хромосомы, поэтому имеют два гена AR. Мутация в одном (но не в обоих) приводит минимальным проявлениям. Эти женщины фертильны и являются носителями мутации. Было отмечено, что у некоторых носителей слегка уменьшено количество волос на теле, наблюдаются задержки полового созревание и/или наблюдается высокий рост, вероятно, из-за искаженной инактивации Х-хромосомы. Женщина-носитель будет передавать мутировавший ген AR своим детям в 50% случаев. Если ребенок, получивший мутацию - генетически женщина, то она тоже будет носителем мутации. Если ребенок, получивший мутацию - генетически мужчина, то у него будет нечувствительность к андрогенам.
Генетическая женщина с мутациями в обоих генах AR теоретически может возникнуть в результате объединения фертильного мужчины с нечувствительностью к андрогенам и женщиной-носителя гена с мутацией или в результате мутации de novo. Однако, учитывая малое количество фертильных мужчин с нечувствительностью к андрогенам и низкий уровень мутации гена AR, шансы на это невелики. Фенотип такого человека является предметом спекуляций; по состоянию на 2010 год, не было зарегистрировано таких случаев.

## Патофизиология

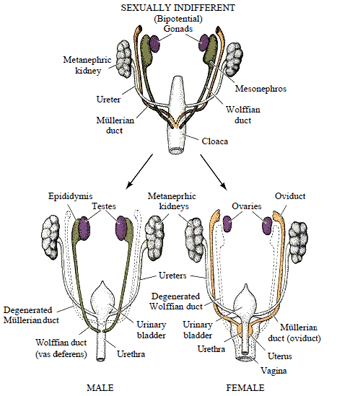
Половая дифференциация: эмбрион человека имеет индифферентные половые вспомогательные протоки до седьмой недели развития.

### Андрогены в развитии плода
Эмбрионы человека развиваются одинаково в течение первых шести недель, независимо от генетического пола (46,XX или 46,XY); единственный способ определить разницу между 46,XX или 46,XY эмбрионами в этот период времени — это поиск телец Барра или Y-хромосомы. Гонады изначально представляют собой выпуклости ткани, называемые генитальным бугорком. К пятой неделе генитальный бугорок превращается в индифферентные гонады. К шестой неделе индифферентные гонады начинают дифференцироваться в зависимости от генетического пола. Если кариотип 46,XY, яички развиваются из-за влияния гена SRY Y-хромосомы. Этот процесс не требует присутствия андрогена или функционального рецептора андрогена.
Примерно до седьмой недели развития зародыш имеет индифферентные протоки, которые состоят из двух пар протоков: мюллеровых и вольфовых. Примерно в это время клетки Сертоли в яичках выделяют антимюллеров гормон, чтобы подавить развитие мюллеровых протоков и вызвать их дегенерацию. Если этого не происходит, то мюллеровы протоки развиваются в женские половые органы (матка, шейка матки, фаллопиевы трубы и верхняя часть влагалища). В отличие от мюллеровых протоков, вольфовы протоки не будут развиваться по умолчанию. При наличии тестостерона и функциональных андрогенных рецепторов протоки Вольфа превращаются в эпидидимис, семявыносящие протоки и семенные пузырьки. Если яички не способны секретировать тестостерон или андрогенные рецепторы не функционируют должным образом, протоки Вольфа вырождаются.

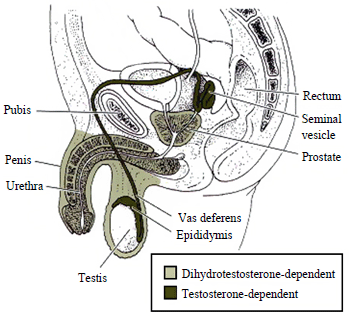
Маскулинизация мужских половых органов зависит как от тестостерона, так и от дигидротестостерона.
Маскулинизация мужских наружных половых органов, а также предстательной железы, зависит от андрогенного дигидротестостерона. Тестостерон превращается в дигидротестостерон с помощью фермента 5-альфа-редуктазы. Если этот фермент отсутствует или его мало, то дигидротестостерон не генерируется, и внешние мужские гениталии не развиваются должным образом. Как и в случае с внутренними мужскими органами, для дигидротестостерона необходим функциональный рецептор андрогена, чтобы регулировать транскрипцию генов-мишеней, участвующих в развитии.

### Патогенез нечувствительности к андрогенам
Мутации в гене рецептора андрогена могут вызывать проблемы на любом из этапов андрогенизации, начиная с синтеза самого белка рецептора андрогена и заканчивая транскрипционной способностью димеризованного комплекса андроген-АР. Нечувствительность к андрогенам может привести к значительному нарушению хотя бы одного из этих этапов, поскольку каждый шаг необходим андрогенам для успешной активации AR и регуляции экспрессии генов. То, какие именно этапы будут мешать конкретной мутации, можно до некоторой степени предсказать, идентифицируя область AR, в которой находится мутация. Эта прогнозирующая способность в основном имеет ретроспективный характер; различные функциональные домены гена AR были выяснены путем анализа эффектов специфических мутаций в различных областях AR. Например, известно, что мутации в стероидсвязывающем домене влияют на сродство или удержание андроген-связывающего вещества, известно, что мутации в шарнирной области влияют на транслокацию ядер, известно, что мутации в ДНК-связывающем домене влияют на димеризацию и связывание с мишенью. Известно, что ДНК и мутации в домене трансактивации влияют на регуляцию транскрипции гена-мишени. Даже когда пораженный функциональный домен известен, предсказать фенотипические последствия конкретной мутации сложно.
Некоторые мутации могут отрицательно повлиять на более чем один функциональный домен. Например, мутация в одном функциональном домене может оказывать вредное влияние на другой, изменяя способ взаимодействия доменов. Одиночная мутация может повлиять на все нижестоящие функциональные домены, если результатом является преждевременный стоп-кодон или ошибка кадрирования; такая мутация может привести к совершенно непригодному (или несинтезируемому) белку рецептора андрогена. Стероидсвязывающий домен особенно чувствителен к эффектам преждевременного стоп-кодона или ошибочному кадрированию, поскольку он возникает в конце гена, и поэтому его информация, скорее всего, будет усечена или неверно истолкована, чем другие функциональные домены.
Другие, более сложные отношения наблюдались как следствие мутированного AR; некоторые мутации, связанные с мужскими фенотипами, были связаны с мужским раком молочной железы, раком простаты или, в случае спинальной и бульбарной мышечной атрофии, заболеванием центральной нервной системы. Форма рака молочной железы, наблюдаемая у некоторых мужчин с частичной нечувствительностью к андрогенам, вызвана мутацией в ДНК-связывающем домене AR. Считается, что эта мутация вызывает нарушение взаимодействия гена-мишени AR, что позволяет ему действовать на определенных дополнительных мишенях, возможно, в сочетании с белком рецептора эстрогена, вызывая рост раковых клеток. Патогенез спинальной и бульбарной мышечной атрофии показывает, что даже сам мутантный белок AR может привести к патологии. Расширение тринуклеотидного повтора полиглатаминового тракта гена AR, связанного с этой атрофией, приводит к синтезу неправильно свернутого белка AR, который клетка не может протеолизовать должным образом. Эти неправильно свернутые AR-белки образуют агрегаты в цитоплазме и ядре клетки. В течение 30-50 лет эти агрегаты накапливаются и оказывают цитотоксическое действие, что в конечном итоге приводит к нейродегенеративным симптомам, связанным с атрофией. 

## Диагностика

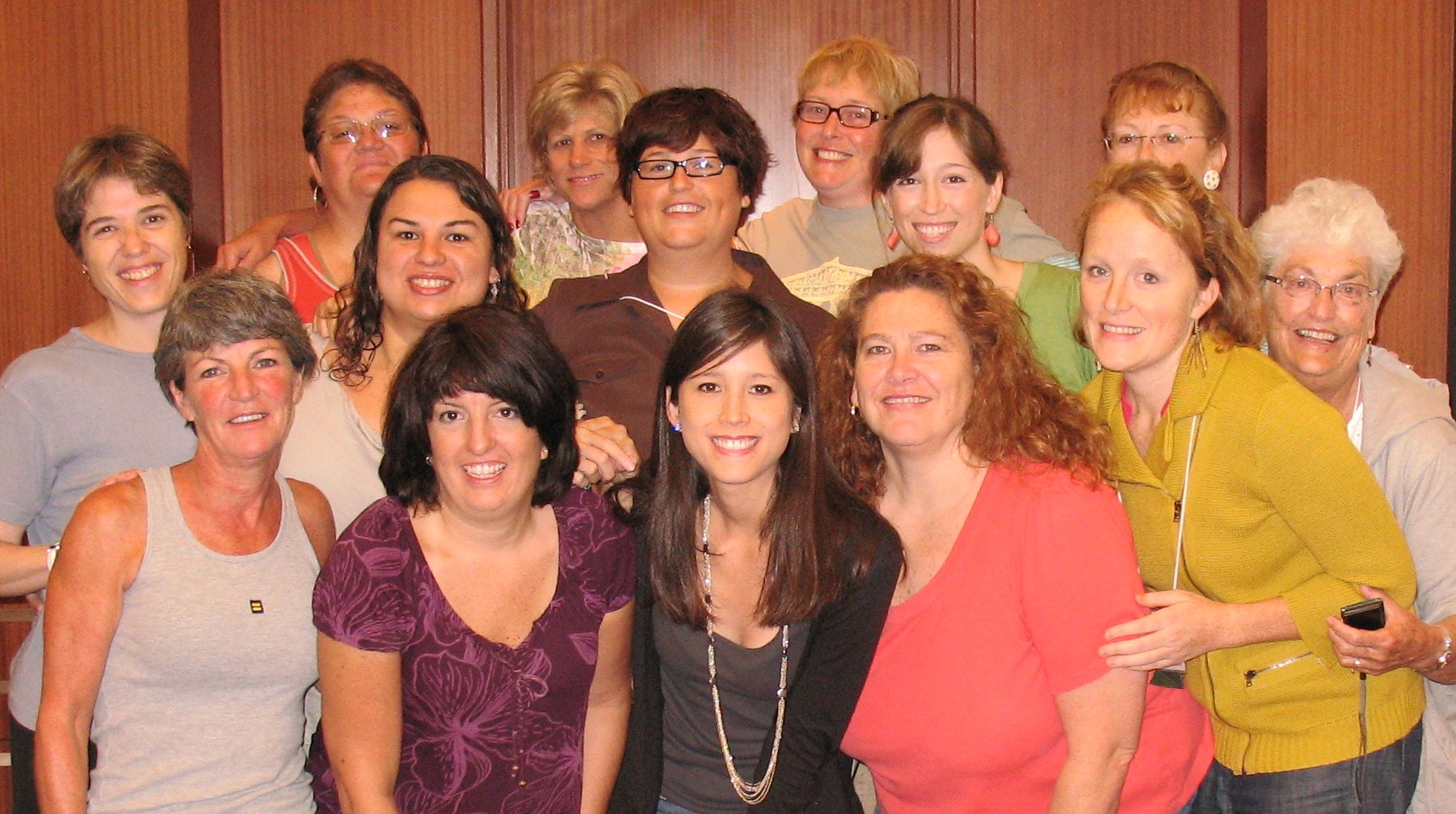
Женщины с нечувствительностью к андрогенам и схожими состояниями.

Варианты фенотипа, возникающие из-за нечувствительности к андрогенам, не являются уникальными для этого состояния, поэтому диагностика требует полного исключения других причин. Клинические признаки, указывающие на нечувствительность к андрогенам, включают наличие слепого влагалища или недостаточную маскулинизацию гениталий, частичную или полную регрессию мюллеровых протоков, двусторонние недиспластические яички, и нарушение сперматогенеза и/или вирилизацию, кариотип 46,XY и нормальный или повышенный уровень постпубертатного тестостерона, лютеинизирующего гормона и эстрадиола. Андроген-связывающая активность фибробластов кожи гениталий, как правило, снижается, хотя сообщалось об исключениях. Преобразование тестостерона в дигидротестостерон может быть нарушено. Диагноз подтверждается, если секвенирование гена рецептора андрогена обнаруживает мутацию, хотя не у всех людей с нечувствительностью к андрогенам (особенно с частичной нечувствительностью) присутствует мутация гена AR.
Каждый из трех типов состояния (полная, частичная и легкая нечувствительность к андрогенам) имеет свой список дифференциальных диагнозов. В зависимости от формы подозреваемого состояния, список может включать:
- Хромосомные аберрации:
  - Синдром Клайнфелтера (кариотип 47,XXY)
  - Синдром Шерешевского — Тёрнера (кариотип 45, ХО)
  - Смешанная дисгенезия гонад (кариотип 45, XO / 46, XY)
  - Тетрагаметический химеризм (кариотип 46, XX / 46, XY)
- Андрогенная биосинтетическая дисфункция у лиц с кариотипом 46,XY:
  - Мутации рецепторов лютеинизирующего гормона (ЛГ)
  - Синдром Смита – Лемли – Опица (связанный с умственной отсталостью)
  - Липоидная врождённая гиперплазия надпочечников
  - ВГКН вследствие недостаточности 3-бета-гидроксистероиддегидрогеназы
  - ВГКН вследствие недостаточности 17-альфа-гидроксилазы
  - 17,20 lyase deficiency
  - Дефицит 17β-гидроксистероиддегидрогеназы III
  - Дефицит 5-альфа-редуктазы
- Избыток андрогена у 46, XX человек:
  - ВГКН вследствие недостаточности 21-гидроксилазы
  - ВГКН вследствие недостаточности 3-бета-гидроксистероиддегидрогеназы
  - Дефицит цитохрома P450 оксидоредуктазы
  - ВГКН вследствие недостаточности 11-бета-гидроксилазы
  - Дефицит ароматазы
  - Мутации глюкокортикоидных рецепторов
  - Материнская вирилизирующая опухоль (например, лютеома)
  - Повышенное воздействие андрогенов в утробе матери, не указано иное (например, андрогенные препараты)
- Связанные с развитием
  - Синдром Майера — Рокитанского — Кустера — Хаузера (кариотип 46,ХХ)
  - Синдром Свайера (кариотип 46,ХY)
  - XX дисгенезия гонад (46, XX кариотип)
  - Гипоплазия клеток Лейдига
  - Анорхизм
  - Овотестикулярное НФП
  - НФП яичка
- Тератогенные причины (например, эстрогены, антиэстрогены)
- Другое:
  - Синдром Фрейзера (связанный с прогрессирующей гломерулопатией)
  - Синдром Дениса-Драш (связанный с нефропатией и опухолью Вильмса)
  - Синдром WAGR (связан с опухолью Вильмса и аниридиями)
  - Синдром Мак-Кьюсика-Кауфмана (связанный с постаксиальной полидактилией)
  - Синдром Робинова (связанный с карликовостью)
  - Синдром Аарскога – Скотта (связанный с аномалиями лица)
  - Hand-foot-genital syndrome  (связан с пороками развития конечностей)
  - Синдром подколенного птеригиума (связан с обширными перепонками за коленями)
  - Синдром Каллмана (часто связанный с аносмией)
  - Гипоспадия, не указанная иным образом
  - Крипторхизм не указано иное
  - Атрезия влагалища, не указанная иным образом

## Эпидемиология
Оценки встречаемости нечувствительности к андрогенам основаны на относительно небольших выборках, поэтому неточны. По оценкам, полная нечувствительность к андрогенам случается с вероятностью 1 на 20 400 родившихся людей с кариотипом 46,XY. Общенациональный опрос в Нидерландах, основанный на пациентах с генетическим подтверждением диагноза, показывает, что минимальная частота полной нечувствительности составляет один на 99 000. Встречаемость частичной нечувствительности к андрогенам оценивается как 1 из 130 000. Из-за своего тонкого проявления легкая нечувствительность к андрогенам обычно не исследуется, за исключением случаев бесплодия у мужчин, поэтому его истинная распространенность неизвестна.

## История
Ранее для обозначения нарушения использовался термин синдром тестикулярной феминизации (англ. testicular feminisation syndrom), который отражает исторически ошибочное понимание причины заболевания. В 1953 году американский гинеколог Джон Моррис дал первое полное описание синдрома на основе 82 случаев, собранных из медицинской литературы, в том числе двух своих пациентов. Термин testicular feminisation syndrom был выбран для того, чтоб отразить представление Морриса о том, что яички у пациентов производят гормон, обладающий феминизирующим воздействием на организм. В настоящее время причину заболевания связывают с бездействием андрогенов и последующим превращением тестостерона в эстроген. За несколько лет до Морриса Лоусон Уилкинс на собственных экспериментах показал, что невосприимчивость клеток-мишеней к андрогенным гормонам была причиной «мужского псевдогермафродитизма». Опыты Уилкинса наглядно продемонстрировали отсутствие терапевтического эффекта, когда женщин с генотипом 46XY лечили андрогенами. Понимание причины заболевания повлекло постепенный переход в номенклатуре от термина «testicular feminisation syndrom» к «androgen resistance».

### Хронология основных вех
- 1950: Лоусон Уилкинс[англ.] прописывает метилтестостерон пациентке с кариотипом  46,XY, у которой нет признаков вирилизации. Его эксперимент — первая задокументированная попытка лечения нечувствительности к андрогенам[57][72].
- 1970: Мэри Ф. Лайон и Сьюзен Хоукс сообщили, что ген на Х-хромосоме вызывал полную нечувствительность к андрогенам у мышей[73][74].
- 1981: Барбара Мигеон с коллегами сузили локус гена рецептора андрогена у человека (или фактора, контролирующего ген рецептора андрогена) где-то между Xq11 и Xq13[75][76].
- 1988: Ген рецептора андрогенов у человека впервые клонируется и частично анализируется[77][78]. Терри Браун с коллегами сообщили о первых найденных мутациях, доказано вызывающих нечувствительность к андрогенам[7][76].
- 1989: Терри Браун с коллегами сообщили о нахождении точного локуса гена AR (Xq11-Xq12)[16]; Деннис Любан с коллегами опубликовал его экзон-интрон границы[79].
- 1994: Создана база данных мутаций генов рецепторов андрогенов, для ведения полного списка мутаций, опубликованных в медицинских журналах и материалах конференций[80].

### Ранняя терминология
Первые описания эффектов нечувствительности к андрогенам появились в медицинской литературе как отдельные случаи или как часть всестороннего описания физических свойств интерсексов. В 1839 году шотландский акушер сэр Джеймс Янг Симпсон опубликовал одно такое описание в исчерпывающем исследовании интерсекс-состояний. Система таксономии Симпсона, однако, была далеко не первой; таксономии или описания для классификации интерсекс-вариаций были разработаны итальянским врачом и физиком Фортуне Аффайтати в 1549 году, французским хирургом Амбруазом Паре в 1573 году, французским врачом и пионером сексологии Николя Венетт в 1687 году (под псевдоним Vénitien Salocini), и французским зоологом Исидор Жоффруа Сен-Илер в 1832 году. Все пять этих авторов использовали разговорный термин «гермафродит» в качестве основы своих таксономий, хотя сам Симпсон поставил под сомнение правильность этого слова в своей публикации. Использование слова «гермафродит» в медицинской литературе сохранилось до наших дней, хотя его обоснованность все еще остается под вопросом. Недавно была предложена альтернативная система номенклатуры, но предмет того, какое именно слово или слова следует использовать вместо него, все еще вызывает много споров.

### Псевдогермафродитизм
Термин «псевдогермафродитизм» до недавнего времени использовался в медицинской литературе для описания состояния индивидуума, у которого гонады и кариотип не совпадают с внешними гениталиями. Например, лица с кариотипом 46.XY имеют женский фенотип, и вместе с тем яички вместо яичников. Группа, включающая всех людей с полной нечувствительностью к андрогенам, а также ряд лиц с частичной нечувствительностью к андрогенам классифицируются как имеющие мужской «псевдогермафродитизм», в то время как люди у которых есть яичник и яичко (или, по крайней мере, один яичник) классифицируются как имеющие «истинный гермафродитизм». Использование этого слова в медицинской литературе предшествует открытию хромосомы, поэтому при его использовании не учитывается кариотип при определении пола индивидуума. Предыдущие определения «псевдогермафродитизма» основывались на предполагаемых несоответствиях между внутренними и внешними органами; «истинный» пол индивида определялся внутренними органами, а внешние органы определяли «воспринимаемый» пол индивида.
Немецко-швейцарский патолог Эдвин Клебс иногда упоминается за использование слова «псевдогермафродитизм» в его таксономии интерсекс-состояний в 1876 году, хотя это слово явно не является его изобретением, как иногда сообщается; История слова «псевдогермафродит» и соответствующее желание отделить «истинных» гермафродитов от «ложных» или «псевдо» гермафродитов датируются как минимум 1709 годом, когда голландский анатом Фредерик Рюйш использовал его в описание субъекта с яичками и преимущественно женским фенотипом. «Псевдогермафродит» также появился в Acta Eruditorum позже в том же году, в обзоре работы Рюйша. Также некоторые данные указывают на то, что слово уже использовалось медицинским сообществом Германии и Франции задолго до того, как Клебс использовал его; Немецкий физиолог Йоханнес Петер Мюллер приравнивал «псевдогермафродитизм» к подклассу гермафродитизма из таксономии Сен-Илера в публикации от 1834 года, а к 1840-м годам «псевдогермафродитизм» появлялся в нескольких французских и немецких публикациях, включая словари.

### Тестикулярная феминизация
В 1953 году американский гинеколог Джон Моррис дал первое полное описание того, что он назвал «тестикулярной феминизацией», основываясь на 82 случаях, собранных из медицинской литературы, в том числе двух его собственных пациентов. Термин «тестикулярная феминизация» был придуман, чтобы отразить наблюдение Морриса о том, что яички у этих пациентов продуцируют гормон, который оказывает феминизирующее действие на организм, явление, которое, как теперь понимают, связано с бездействием андрогенов и последующей ароматизацией тестостерона в эстрогены. За несколько лет до того, как Моррис опубликовал свою знаменательную статью, Лоусон Уилкинс в ходе эксперимента показал, что невосприимчивость клетки-мишени к действию андрогенных гормонов является причиной "мужского псевдогермафродитизма". Работа Уилкинса, которая ясно продемонстрировала отсутствие терапевтического эффекта, когда женщины с кариотипом 46.XY получали андрогены, вызвала постепенный сдвиг в номенклатуре от термина «тестикулярная феминизация» к термину «резистентность к андрогенам».

### Другие названия
Отдельное название было дано многим различным проявлениям нечувствительности к андрогенам, например, синдром Рейфенштейна (1947), синдром Голдберга-Максвелла (1948), синдром Морриса (1953), синдром Гилберта-Дрейфуса (1957), синдром Луба (1959), «неполная тестикулярная феминизация» (1963), синдром Розуотера (1965), и синдром Аймана (1979). Поскольку не было понятно, что все эти различные проявления были вызваны одним и тем же набором мутаций в гене рецептора андрогена, каждому новому сочетанию симптомов было присвоено уникальное имя, что привело к сложному разделению на, казалось бы, не сопоставимые состояний.
За последние 60 лет, поскольку сообщения о поразительно различных фенотипах, как сообщалось, имели место даже среди членов одной семьи, и поскольку был достигнут устойчивый прогресс в понимании основного молекулярного патогенеза нечувствительности к андрогенам, было обнаружено, что эти состояния являются различными фенотипическими выражениями. одного и того же, вызванного молекулярными дефектами в гене рецептора андрогена.
В настоящее время нечувствительность к андрогенам является общепринятым названием для состояний, возникающих в результате невосприимчивости клеток-мишеней к действию андрогенных гормонов. Полная нечувствительность к андрогенам включает в себя фенотипы, ранее описанные как «тестикулярная феминизация», «синдром Морриса» и «синдром Голдберга-Максвелла»; Частичная  нечувствительность к андрогенам включает в себя «синдром Рейфенштейна», «синдром Гилберта-Дрейфуса, «синдром Луба», «неполную тестикулярную феминизацию» и «синдром Розуотера». Легкая нечувствительность к андрогенам включает «синдром Аймана».
Более вирилизированные фенотипы нечувствительности к андрогенам иногда описывались как «синдром недовиризованного мужчины», «синдром бесплодного мужчины» и т.д. До того, как появились данные о том, что эти состояния были вызваны мутациями в гене AR, эти диагнозы были использованы для описания различных легких дефектов вирилизации; в результате фенотипы некоторых мужчин, которым был поставлен диагноз, лучше описываются частичной нечувствительностью (например, микропенис, гипоспадия и неопущенные яички), в то время как другие лучше описываются легкой нечувствительностью (например, изолированное мужское бесплодие или гинекомастия).

## В культуре
- В документальном фильме «Орхидеи: Мои интерсексуальные приключения» обе героини, Фиби Харт и Бонни Харт имеют данный синдром[118].
- В 13-й серии 2-го сезона сериала «Доктор Хаус» «Внешность обманчива» (англ. Skin Deep) главному пациенту серии ставят диагноз полная нечувствительность к андрогенам.
- В книге «None of the Above» у главной героини нечувствительность к андрогенам[119].
- В автобиографической книге «XOXY, A Memoir: Intersex Woman, Mother, Activist» Кимберли Зизельман описывает свой опыт жизни с данным состоянием[120].